# ネグヴァー級
ネグヴァー級（-きゅう、 Negh'Var class）は、アメリカのSFドラマ『スタートレック』シリーズに登場するクリンゴン帝国防衛軍所属宇宙艦の級名。

## 概要
クリンゴン帝国防衛軍の戦艦。全長682.32m、全幅470.09m、乗員2500名。惑星連邦宇宙艦隊のアヴェンジャー級（『Star Trek Online』）や、ジェムハダーの巡洋戦艦とほぼ同規模。
ヴォルチャ級を大型化したシルエットを持ち、胴体から船首に続くネック部は太くウィングは幅が広くなっている。船尾上面のミッションポッドも大型化し、後方へ大きく張り出している。ワープナセルは左右ウィングの端に、上下からウィングを挟むように合計4基設置されている。
船首とウィング下面に設置されたディスラプターキャノンが特徴。光子魚雷ランチャーも装備している。
攻撃力・防御力ともに非常に優れたスペックを持つクラスだが大型艦ゆえに機動性に欠け、ディファイアント級など高機動タイプの船が相手だと敵が1隻でも対応に手間取る。1対1の戦闘よりも、艦隊同士の砲撃戦に向いている。

## ネグヴァー級戦艦一覧
I.K.S.ネグヴァー（I.K.S.Negh'Var）
マートク将軍の指揮。ネグヴァー級一番艦。2370年代における防衛軍総旗艦で、戦闘のさいには最高評議会のガウロン総裁も座乗する。
I.K.S.バティル（I.K.S.Batlh）
2400年代におけるカーレス皇帝の座乗艦。普段は修道院のあるボレス星系に駐留している。『Star Trek Online』に登場。
I.K.S.アゼトバ（I.K.S.Azetbur）
2409年、ハーコナ星系に発見されたレムスの兵器研究施設の偵察任務を終えた友軍シャトルを収容する。船名は23世紀のクリンゴン帝国最高評議会総裁、ゴルコンの娘アゼトバに由来。
I.K.S.ウェク（I.K.S.Wek）
バトルグループ・オメガに所属。『Star Trek Online』に登場。
I.K.S.チュークーン（I.K.S.ChuQun）
バトルグループ・オメガに所属。『Star Trek Online』に登場。
I.K.S.ムウール（I.K.S.M'Wur）
バトルグループ・オメガに所属。『Star Trek Online』に登場。